# توماس لوكيزي
توماس لوكيزي (بالإيطالية: Tommy Lucchese)‏ وأسمه الحقيقي غايتانو لوكيزي، هو أحد أقوى زعماء المافيا الصقليين في نيويورك، وتولى رئاسة عائلة المافيا التي حملت اسمه حتى الآن، وهي عائلة «لوكيزي» للجريمة المنظمة، عمل في بداية حياته بورشة ميكانيكية وفقد إصبعيه «الإبهام والسبابة» أثناء عمله، فأصبح اسمه الحركي «توم ذو الثلاثة أصابع» وهو اللقب الذي كان توماس نفسه يكرهه كثيرا، خاصة أن الذي أطلق عليه هذا اللقب ضابط شرطة أثناء احتجازه في إحدى الجرائم.وتعرف «توماس لوكيزي» على رجل العصابات المعروف «تشارليز لوتشيانو»، وعمل معه في سرقة محافظ النقود والسطو المسلح والابتزاز، وبعد مقتل ماساريا ثم مارانزانو أقوى زعيمين للمافيا الصقلية في أمريكا، تأسست الخمس عائلات وأصبح لوكيزي نائبا لـ«توماس جاجليانو» لمدة 22 عاما، وبعد وفاة «جاجليانو» أصبح لوكيزي زعيما لـ«العائلة» حتى وفاته بورم في المخ 1967، وعمره 67 عاما.